# Ratujemy organy
Ratujemy organy to społeczna akcja prowadzona przez Towarzystwo Miłośników Miasta Bydgoszczy. Głównym celem akcji jest zebranie funduszy na renowacje zabytkowych organów Wilhelma Sauera z 1877 roku znajdujących się w kościele parafialnym pw. Św. Apostołów Piotra i Pawła w Bydgoszczy. Organizatorzy akcji chcą również objąć ochroną pozostałe zabytkowe instrumenty w Bydgoszczy a także uwrażliwić mieszkańców miasta na muzykę organową. 
Koordynatorami akcji są Michał Kołodziej i Łukasz Kubiak – członkowie Towarzystwa Miłośników Miasta Bydgoszczy

## Historia akcji
Pierwszym impulsem do rozpoczęcia akcji był artykuł w Expressie Bydgoskim z dnia 14 czerwca 2007 roku zatytułowany „Ucho więdnie, kiedy grają Panu”. W artykule opisane zostały zabytkowe, bydgoskie organy piszczałkowe, znajdujące się w złym stanie technicznym. 
Pod wpływem tego artykuły powstał pierwszy, wstępny projekt akcji sporządzony przez Łukasza Kubiaka i Michała Kołodzieja. Projektem tym zainteresowało się Towarzystwo Miłośników Miasta Bydgoszczy, proponując autorom prowadzenie akcji w ramach działalności statutowej Towarzystwa. 
31 lipca 2007 w siedzibie Towarzystwa Miłośników Miasta Bydgoszczy oficjalnie zainaugurowano akcję społeczną „Ratujemy organy”.
Akcja jest zakrojonym na szeroką skale przedsięwzięciem, w które zaangażowanych jest szereg osób i instytucji. 
Honorowy Patronat nad akcją objęli:
- Biskup ordynariusz diecezji bydgoskiej
- Wojewoda kujawsko-pomorski
- Prezydent Miasta Bydgoszczy

Media, które patronują akcji to:
- Polskie Radio Pomorza i Kujaw
- Gazeta Pomorska

Pierwszym krokiem uczynionym przez organizatorów było wystąpienie, w imieniu księdza proboszcza parafii św. Apostołów Piotra i Pawła, z wnioskiem do Wojewódzkiego Konserwatora Zabytków o wpisanie organów do rejestru zabytków województwa kujawsko-pomorskiego. 
We wrześniu 2007 roku na Starym Rynku w Bydgoszczy stanęła wystawa poświęcona bydgoskim organom piszczałkowym. Zaprezentowanych  zostało 16, najcenniejszych instrumentów. 
29 września 2007 roku odbyła się prezentacja organów w 5 bydgoskich kościołach: 
Plan prezentacji: 
- 9.00 – kościół Ewangelicko-Augsburski, pl. Zbawiciela
- 10.00 – kościół pw. Najświętszego Serca Pana Jezusa, pl. Piastowski
- 11.00 – kościół Ewangelicko-Metodystyczny, ul. Pomorska 41
- 12.00 – kościół pw. św. Apostołów Piotra i Pawła, pl. Wolności
- 13.00 – kościół Ojców Jezuitów, pl. Kościeleckich

## Koncerty
Od 3 października 2007 roku rozpoczął się cykl koncertów, mających na celu przybliżenie założeń akcji Bydgoszczanom oraz zaprezentowanie możliwości brzmieniowych bydgoskich organów piszczałkowych. 
W czasie koncertów zbierane są datki przeznaczone na renowacje organów Sauera.